# Урош Витас
Урош Витас (Ниш, 6. јул 1992) српски је фудбалер. Игра на позицији штопера.

## Клупска каријера
Витас је фудбал почео да тренира у Радничком из Ниша, а касније је прешао у млађе категорије Партизана где му је тренер био Слађан Шћеповић. Након Партизана је прешао у Рад где је завршио омладински стаж, и за први тим дебитовао у сезони 2010/11. Пре него што се усталио на месту штопера, Витас је играо предњег везног. Стандардан првотимац клуба са Бањице је постао од другог дела сезоне 2011/12. Одиграо је укупно 48 првенствених утакмица за Рад, а у зиму 2014. је прешао у белгијски Гент са којим је потписао уговор на три и по године. У Генту је за две године одиграо само пет првенствених утакмица, али је био део тима који је освојио титулу првака Белгије у сезони 2014/15.
У зиму 2016. године потписао је за белгијски Мехелен. У екипи чији је тренер био Александар Јанковић, Витас је постао стандардан првотимац, па је у септембру 2017. потписао нови четворогодишњи уговор. Ипак у сезони 2017/18. је мало играо. Имао је проблема са повредом, клуб је на крају сезоне изгубио статус прволигаша па је у мају 2018. дошло до споразумног раскида уговора. У фебруару 2019. потписао је уговор са Иртишом из Павлодара, где је током 2019. године одиграо 20 утакмица у првенству Казахстана. У фебруару 2020. се вратио у Партизан, и у клубу се задржао до октобра исте године када је потписао за Ал Кадисију из Саудијске Арабије. У септембру 2022. потписао је за Војводину. Након сезоне у Војводини, Витас је прешао у Емирејтс клуб. Почетком 2025. године потписао је за нишки Раднички.

## Репрезентација
Витас је са репрезентацијом Србије до 19 година играо на Европском првенству 2011. у Румунији. За репрезентацију до 21 године је одиграо девет утакмица.